# Деспіна Ванді
Дéспіна Вандí (грец. Δέσποινα Βανδή, нар. 22 червня 1969) — грецька співачка та акторка. 2002 року отримала нагороду World Music Awards як найуспішніша за кількістю проданих альбомів грецька співачка.

## Біографія
Народилась у німецькому місті Тюбінген. Коли Деспіні виповнилось 6 років, вона разом з родиною повернулась на батьківщину до міста Кавала, Греція. У Кавалі вона здобула середню освіту, почала навчання на факультеті педагогіки, психології та філософії Фессалонікійського університету Аристотеля, найбільшому університеті країни.
В цей час її помітив уже відомий у Греції співак Васіліс Карас, який запропонував їй співати у його нічному клубі. Сильний голос та зовнішність швидко принесли Деспіні Ванді популярність. 1994 року вона записала свій перший альбом «Γέλα μου» (Посміхнись мені). Справжня слава прийшла до неї після виконання пісні в дуеті з Яннісом Паріосом «Αδιέξοδο» (Немає виходу).
30 серпня 2012 відбулася прем'єра спільної програми Ванді і Антипаса в клубі Posidonio. У програмі бере участь і гурт Vegas. За попередніми даними виступи триватимуть до Великодня 2013 року. Взимку 2014 — 2015 Ванді співає в клубі Fever в Афінах разом з Нікосом Ікономопулосом, Demy та гуртом Boys & Noise.

### Особисте життя
У 17 липня 2003 року Деспіна Ванді була одружена з Демісом Ніколаїдісом, колишнім футболістом та президентом футбольного клубу АЕК. Шлюб тривав 18 років, вони оголосили про розлучення в 15 липня 202. Деспіна має доньку Меліну (нар. 8 лютого 2004) і сина Йоргоса (21 серпня 2007). 
2008 року співачка потрапила у дорожньо-транспортну пригоду, в якій вижила випадково. Її шофер не впорався із керуванням автомобіля в районі Афін Кіфісія і врізався у вантажівку на протилежній смузі.
З 2021 року Ванді у стосунках з актором Васілісом Бісбікісом.

## Дискографія

### Студійні альбоми
- 1994:  Γέλα μου
- 1996:  Εσένα περιμένω
- 1997:  Δέκα εντολές (2πλα πλατινένιο)[5]
- 1999:  Προφητείες (3πλα πλατινένιο)[6]
- 2001:  Γειά (4πλα πλατινένιο)[7]
- 2002:  Collector's edition: Γειά + Άντε γειά (7πλα πλατινένιο)[8]
- 2003:  Live (Πλατινένιο)[9]
- 2004:  Στην αυλή του Παραδείσου (2πλά πλατινένιο)[10]
- 2005:  Karaoke CD + G
- 2005:  Special Edition (2πλα πλατινένιο)[11]
- 2007:  10 χρόνια μαζί (Πλατινένιο στην Ελλάδα)[12] (Πλατινένιο στην Κύπρο)[13]
- 2008:  10 χ.μ.: It's Destiny Επανέκδοση (Πλατινένιο στην Ελλάδα) (Πλατινένιο στην Κύπρο)

### Сингли
- 1998:  Σπάνια (Πλατινένιο) [14]
- 2000:  Υποφέρω (6πλα πλατινένιο σε Ελλάδα) [15] (4πλα πλατινένιο στην Κύπρο)[16]
- 2002:  Άντε γειά (3πλα πλατινένιο)[14]
- 2003:  Gia (Χρυσό στην Ελλάδα) [10]
- 2004:  Opa opa
- 2004:  Come along now (Πλατινένιο)[14]
- 2006:  Κάλαντα (2πλα πλατινένιο)[17]

### DVD
- 2003:  Δέσποινα Βανδή: The Video Collection '97-'03 (Χρυσό DVD) [10]
- 2004:  Δέσποινα Βανδή: Despina Vandi (1994-2000)
- 2004:  Δέσποινα Βανδή Karaoke DVD Vol.1

## Нагороди
- 2010 MAD Video Music Awards: Найкраща виконавиця[18]
- 2012 MAD Video Music Awards: Найкраща лірика до пісні «Έχει Ο Καιρός Γυρίσματα» (Γυρίσματα)
- 2014 MAD Video Music Awards: Найкраща виконавиця; Артист року[19]
- 2015 MAD Video Music Awards: Найкраща виконавиця (Best Female Adult)[20]